# Hans von Schellenberg

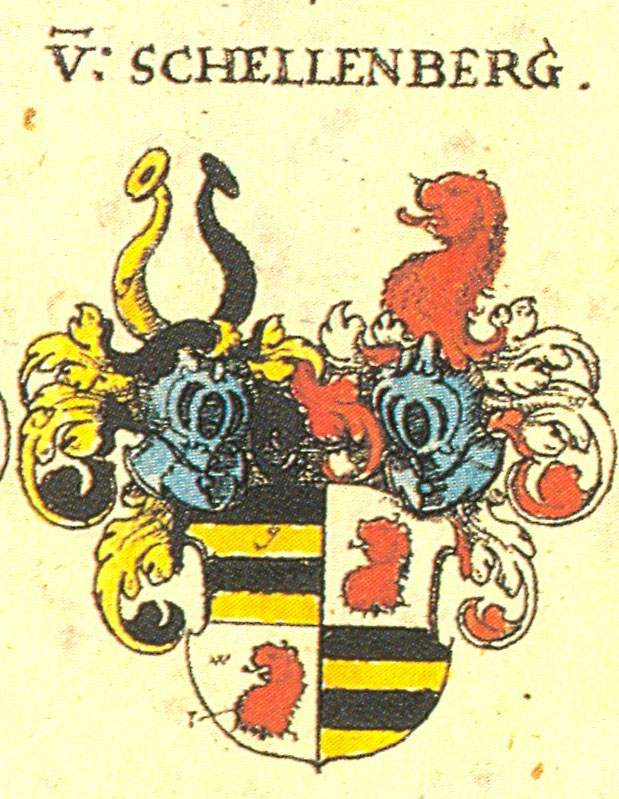
Gemehrtes Wappen von 1609

Hans von Schellenberg, auch Hans II. von Schellenberg oder Hans der Gelehrte von Schellenberg (* 19. Februar 1552 oder 19. Februar 1551 im Schloss Hüfingen in Hüfingen; † 29. März 1609 im Schloss Randegg in Randegg bei Gottmadingen), war ein deutscher Gutsbesitzer und Gelehrter. Er gehörte zu den einflussreichen Männern der Baar und des Bodenseeraums.

## Leben

### Familie
Hans von Schellenberg war der Sohn von Gebhart von Schellenberg († 13. März 1583) und dessen Ehefrau Barbara († 7. Juni 1582), Tochter von Eberhard von Fulach aus Schaffhausen; er hatte noch einen Bruder sowie zwei Schwestern.
1573 heiratet er Anna (geb. von Reischach); die Ehe bleibt kinderlos. Nach der Hochzeit lebt er im Schloss Randegg, das sein Vater 1567, neben der Burg Staufen, nach der Zerstörung im Schweizerkrieg 1499, wieder aufbauen ließ. Er hielt sich aber auch immer wieder einmal in Hüfingen auf.
Mit seinem Tod starb die Linie aus; er wurde in der Pfarrkirche in Hüfingen begraben und kehrte damit zu der Grabstätte zurück, die er 1572 für seine Eltern errichten ließ. Als Erben werden der Neffe Conrad Vintler von Plätsch und die Nichten Christina und Clara Vintler von Plätsch eingesetzt.

### Werdegang
Nachdem Hans von Schellenberg, gemeinsam mit seinem Bruder, durch Hauslehrer unterrichtet worden war und sie das Jesuitenkolleg (heute: Reuchlin-Gymnasium) in Ingolstadt besucht hatten, immatrikulierte er sich 1564 im Alter von zwölf Jahren gemeinsam mit seinem jüngeren Bruder an der Universität Ingolstadt; dort hörten sie Vorlesungen über Rhetorik, Dialektik und Geschichte. 1567 begann er mit einem Studium der Rechtswissenschaften und besuchte weiterhin Philosophie-Vorlesungen; gemeinsam mit seinem Bruder wurde er 1569 in den Universitätsmatrikeln der Universität Freiburg erwähnt. Mit seinem Bruder setzt er die Studien in Italien fort – dort stirbt sein Bruder 1572 in Rom – sowie in Burgund und weiteren Orten. Durch die Auslandsaufenthalte sprach er zu seiner Heimatsprache sehr gut auch die französische und italienische Sprache.
Bereits in seiner Jugend beschäftigte er sich auch eingehend mit Musik und wurde als herrlicher instrumentalis und vocalis musicus genannt, der selber Stücke schrieb; zu seinem Gesinde gehörten neben Gärtner, Koch, Narr und eine Spinnerin, ein Organist sowie Sänger, Altisten und Diskantisten.
Nach dem Tod seines Vaters erbte er das Schloss Randegg, Schloss Hüfingen beim oberen Tor, den Besitz von Neuenburg, Bachheim und Mundelfingen, das Schloss Staufen sowie die Flecken Hilzingen, Ebringen, Gottmadingen, Gailingen im Hegau, den adeligen Hof in Diessenhofen mit seinen Freiheiten hoher und niederer Jagdbarkeit, das adelige Haus in Zell, die Güter in Freiburg und den halben Flecken Merishausen.
1586 stiftete er der Kirche in Randegg die Angelusglocke, dazu stiftete er weitere Schenkungen an verschiedene Gotteshäuser. 1592 ließ er eine zum Schloss Randegg gehörende Kapelle bauen, für die Otto Dix 1963 ein Glasgemälde entwarf. In seinem Testament vermachte er den Kirchen Hüfingens 2.150 Gulden.
Er pflegte seit dem 19. Februar 1595 einen neunzehnjährigen Briefwechsel mit dem reformierten Schaffhauser Chronisten und Pfarrer Johann Jakob Rüeger; weil er selbst streng katholisch erzogen worden war, stritten sie wortreich über Glaubensfragen, hierbei verteidigte er den zu dieser Zeit besonders angegriffenen Jesuitenorden. Beide waren auch gleichzeitig Sammler von Münzen und Antiquitäten. Von dem Briefwechsel sind noch 148 Briefe erhalten, die er an Johann Jakob Rüeger geschrieben hat.
Weiterhin unterhielt er auch einen Schriftwechsel mit dem Zürcher Theologen Johann Wilhelm Stucki, dem Arzt und Numismatiker Adolf Occo, für den er auch einige Beiträge zu dessen Schrift Imperatorum Romanorum Numismata: a Pompeio Magno Ad Heraclium erstellte, sowie dem Domherrn von Eichstätt und Augsburg Johann Georg von Werdenstein.
Bereits 1605 berichtete Hans von Schellenberg von römischen Münzfunden und einem Ziegelmosaikboden in Hüfingen, darauf ließ er auf dem Gelände des Kastell Hüfingen am „Galgenberg“ Sondierungsgrabungen vornehmen und Funde bergen; hierüber berichtete er ebenfalls an Johann Jakob Rüeger. Nach seinem Tod geriet der Fundort als solcher aber wieder in Vergessenheit. Neben seinen archäologischen Studien, er beteiligte sich hierbei auch an den Ausgrabungen in Hüfingen, beschäftigte er sich mit numismatischen, genealogischen, historischen und theologischen Themen, dazu war er als Übersetzer tätig und übertrug für Johann Jakob Rueger italienische Zeitungen ins Deutsche.
Als Gönner und Förderer des Jesuitenkollegs (heute: Heinrich-Suso-Gymnasium) in Konstanz vererbte er an diese seine aus 900 Bänden bestehende Bibliothek, in der sich auch die berühmte Manessische Liederhandschrift befunden haben soll.
Hans von Schellenberg war Obmann im Ausschuss der Reichsritterschaft Hegau-Allgäu-Bodensee und vertrat den Kaiser Rudolf II. in Rechtsgeschäften, dies führte dazu, dass er viel und oft unterwegs zu Gerichtstagen war. Er schenkte 1609 der Adelsgesellschaft zum St. Jörgenschild sein Haus in Radolfzell zu bequemer Traktierung ihrer Handlungen. Dieses danach mehrfach umgebaute und erweiterte Ritterschaftsgebäude ist das heutige Amtsgericht und diente der Reichsritterschaft im Hegau bis Ende 1805 als Versammlungsort und Verwaltungssitz. Er veranlasste auch, dass die Reichsritterschaft 8.000 Gulden zum Bau des Jesuitenkollegs in Konstanz zur Verfügung stellte, sodass dieser Bau 1609 fertiggestellt werden konnte.

## Schriften (Auswahl)
- Adolphus Occo; Joannes à Schellenberg: Imperatorum Romanorum Numismata: a Pompeio Magno Ad Heraclium. Augusta Vindelicorum, 1601.
- Heinrich Canisius; Joannes a Schellenberg; Albertus Hungerus; Andreas Angermaier: Antiquae Lectionis Tomus 4 Bipartitus In Quo XXXIIX. Antiqua Monumenta, Nunquam Visa. Ingolstadii: officina Typographica Ederiana, Angermarius, 1603.